# Alónia (ort i Grekland, Joniska öarna)
Alónia (Alonia) är en ort i Grekland.   Den ligger i prefekturen Nomós Zakýnthou och regionen Joniska öarna, i den sydvästra delen av landet, 260 km väster om huvudstaden Aten. Alónia ligger 20 meter över havet och antalet invånare är 526. Den ligger på ön Zakynthos.
Terrängen runt Alónia är kuperad åt sydväst, men åt sydost är den platt. Havet är nära Alónia norrut.Runt Alónia är det ganska tätbefolkat, med 78 invånare per kvadratkilometer. Närmaste större samhälle är Zákynthos, 9,9 km sydost om Alónia. Trakten runt Alónia består till största delen av jordbruksmark.